# 7583 Rosegger
7583 Rosegger eller 1991 BA3 är en asteroid i huvudbältet som upptäcktes den 17 januari 1991 av den tyske astronomen Freimut Börngen vid Tautenburg-observatoriet. Den är uppkallad efter den österrikiske författaren Peter Rosegger.
Den tillhör asteroidgruppen Eos.